# Sigrid Bouaziz
Pour les articles homonymes, voir Bouaziz.
Sigrid Bouaziz, née à Paris le , est une actrice française.

## Biographie
Elle commence sa carrière à l'âge de 15 ans en tant que mannequin et tourne pour la première fois dans des clips et des courts métrages.
C'est à 23 ans qu'elle décide de consacrer sa vie pleinement à l'art dramatique. Elle entame une formation professionnelle à l'école du Jeu, puis intègre le Conservatoire national supérieur d'art dramatique en 2008.

## Filmographie

### Cinéma

#### Longs métrages
- 2013 : Nevers de Émilie Lamoine : La jeune femme
- 2014 : Eden de Mia Hansen-Løve : Anne-Claire
- 2014 : Portrait of the Artist : Edith
- 2015 : Le dos rouge d'Antoine Barraud
- 2016 : Personal Shopper d'Olivier Assayas : Lara[3]
- 2016 : Nazar Palmus de Srinath Samarasinghe : Ida
- 2016 : UFE (Unfilmévénement) de César Vayssié
- 2017 : Une vie violente de Thierry de Peretti : l'amie de Paris
- 2018 : La Nuit a dévoré le monde de Dominique Rocher : Fanny
- 2018 : Doubles vies d'Olivier Assayas : Victorine
- 2022 : Adieu Paris d'Edouard Baer : La serveuse

#### Courts et moyens métrages
- 2008 : Juventa d'Émilie Lamoine : Victoire
- 2010 : Les Pierres jetées de Benjamin Le Souef : Colombe
- 2012 : Jeanne de Dania Reymond : Jeanne
- 2012 : La grève des ventres de Lucie Borleteau
- 2012 : Les meutes de Manuel Schapira
- 2012 : À l'ombre du palmier de Bruno Veniard : La copine
- 2013 : Pour la France de Shanti Masud : France
- 2013 : Ce sera tout pour aujourd'hui d'Élodie Navarre : Laurence
- 2013 : Grosse fatigue de Camille Henrot
- 2013 : Mon amour d'elle-même
- 2014 : Métamorphoses de Shanti Masud : La prisonnière / Le serpent
- 2014 : Ce monde ancien d'Idir Serghine : Elsa
- 2015 : Chronique de la jungle de Florent Sauze : Diane
- 2015 : All Things Shining de Sorel França : Julie
- 2015 : Le Manège de Victor Dekyvère : Fanny
- 2015 : Cortège de Camille de Chenay : Sigrid
- 2015 : Tu tournes en rond dans la nuit et tu es dévoré par le feu de Jonathan Millet : Sigrid
- 2016 : La Ville bleue d'Armel Hostiou : Céleste
- 2016 : Gazouillis de Xavier Delagnes : Clémence
- 2016 : Mars de Cosme Castro
- 2017 : La Nuit je mens d'Aurélia Morali : Pauline
- 2017 : Les Uns contre les autres de Victor Dekyvère
- 2018 : Pauline asservie de Charline Bourgeois-Tacquet : Violette
- 2018 : Les vies de Lenny Wilson d'Aurélien Vernhes-Lermusiaux : Julia
- 2018 : Plein noir de Lucie Rico et Marine Louvet : Dune

### Télévision

#### Séries télévisées
- 2013 : Tunnel (The Tunnel) : Cécile Cabrillac
- 2017 : Aurore : Madeleine jeune
- 2018 : Ben : Axelle Robin
- 2020 : Balthazar : Sophie Marsac
- 2022 : Irma Vep : Séverine
- 2022 : Les Rivières pourpres : Eva
- 2025 : Carême de Martin Bourboulon (Apple TV+) : Catherine Grand

#### Téléfilm
- 2015 : Deux d'Anne Villacèque : Nicole

### Clips
- 2016 : Casablanca Drivers : Red Man
- 2019 : Magenta : Assez ? [4]